# IÉSEG School of Management
Die IÉSEG School of Management (Französisch: Institut d’Économie Scientifique et de Gestion) ist eine private, staatlich anerkannte wissenschaftliche Wirtschaftshochschule.
Die Hochschule führt transnationale Bachelor-, Master-, Promotions- und MBA-Programme sowie Seminare zur Weiterbildung von Managern durch. Sie gehört zu den Grandes écoles in Frankreich und verfügt über zwei Standorte in Lille ⊙ und im Hochhaus Skylight in der Bürostadt La Défense in Puteaux bei Paris. ⊙ Zu den Absolventen gehört die französische Sängerin Alma.
Die IÉSEG ist als eine von 76 Hochschulen weltweit dreifach akkreditiert durch AACSB, EQUIS und AMBA.